# Florian Lipowitz
Florian Lipowitz (Laichingen, 21 settembre 2000) è un ciclista su strada tedesco che corre per il team Red Bull-Bora-Hansgrohe. Professionista dal 2023, ha caratteristiche di scalatore.

## Palmares
- 2023 (Bora-Hansgrohe, due vittorie)

2ª tappa Giro della Repubblica Ceca (Olomouc > Pustevny)
Classifica generale Giro della Repubblica Ceca
- 2024 (Red Bull-Bora-Hansgrohe, una vittoria)

Classifica generale Sibiu Cycling Tour

### Altri successi
- 2023 (Bora-Hansgrohe, due vittorie)

Classifica a punti Giro della Repubblica Ceca
- 2024 (Red Bull-Bora-Hansgrohe)

Classifica scalatori Sibiu Cycling Tour
- 2025 (Red Bull-Bora-Hansgrohe)

Classifica giovani Parigi-Nizza
Classifica giovani Giro del Delfinato
Classifica giovani Tour de France

## Piazzamenti

### Grandi Giri
- Giro d'Italia

2024: non partito (6ª tappa)
- Tour de France

2025: 3º
- Vuelta a España

2024: 7º

### Classiche monumento
- Giro di Lombardia

2024: ritirato

### Competizioni mondiali
- Campionati del mondo

Zurigo 2024 - In linea Elite: 28º

### Competizioni europee
- Campionati europei

Trento 2021 - In linea Elite: ritirato